# Hexatoma (Eriocera) nigrotrochanterata
Hexatoma (Eriocera) nigrotrochanterata is een tweevleugelige uit de familie steltmuggen (Limoniidae). De soort komt voor in het Palearctisch gebied.